# Elecciones generales de Jamaica de 1677-1863
Elecciones generales tuvieron lugar en Jamaica bajo el Sistema Representativo Antiguo entre los siglos XVII y XIX. Las primeras elecciones tuvieron lugar en 1677, cuando treinta y dos miembros fueron elegidos de quince circunscripciones. La Asamblea fue disuelta en 1865.

## Resultados

### 1677
| Circunscripción                | Miembros electos                                 |
| ------------------------------ | ------------------------------------------------ |
| Clarendon                      | Thomas Sutton, Jonathan Ashurst                  |
| St. Andrew's                   | Samuel Barry, John Barnaby                       |
| St. Ann's                      | Richard Hemmings, John Gawden                    |
| St. David's                    | Thomas Ryves, Thomas Fargor                      |
| St. Dorothy's                  | John Colebeck, Theodore Cary                     |
| St. Elizabeth                  | Richard Scott, Thomas Raby                       |
| St. George's                   | William Nedham, George Philipps                  |
| St. James'                     | Richard Guy, Samuel Jenks                        |
| St. John's                     | Whitgift Aylemore, Richard Oldfield              |
| St. Katherine's                | John Bowden, Samuel Bernard, William Bragg       |
| St. Mary's                     | John Fountain, Andrew Orgill                     |
| St. Thomas                     | Edward Stanton, Clem. Richardson                 |
| St. Thomas-in-the-Vale         | Fulke Rose, George Nedham                        |
| Port Royal                     | William Beeston, Anthony Swimmer, Charles Morgan |
| Vere                           | Andrew Knight, Andrew Langly                     |
| Fuente: British History Online |                                                  |